# ساراندی دل یی
ساراندی دل یی (به اسپانیایی: Sarandí del Yí) شهری در کشور اروگوئه، استان دورازنو است که جمعیت آن در سرشماری سال ۲۰۰۴ میلادی ۷٬۲۸۹ نفر بوده‌است.